# Jovan Lukić
Pour les articles homonymes, voir Lukić.
Jovan Lukić (en serbe : Јован Лукић), né le 20 janvier 2002 à Valjevo en Serbie, est un footballeur serbe qui évolue au poste de milieu central au Spartak Subotica.

## Biographie

### En club
Né à Valjevo en Serbie, Jovan Lukić est formé par le club de sa ville natale, le Partizan Belgrade avant de rejoindre en 2017 avec le FK Čukarički. Le 17 septembre 2019, il signe son premier contrat professionnel avec le FK Čukarički.
Lukić joue son premier match en professionnel le 6 juin 2020, lors d'une rencontre de championnat face au FK Inđija. Il entre en jeu et son équipe s'incline par un but à zéro. Quelques mois plus tard ses prestations attirent plusieurs clubs européens comme le Red Bull Salzbourg ou encore le Borussia Mönchengladbach, mais il reste à Čukarički.
Le 18 mai 2021, Lukić inscrit son premier but en professionnel lors d'une rencontre de championnat face au FK Radnik Surdulica. Il ouvre le score et contribue ainsi à la victoire de son équipe (2-1).
Le 15 septembre 2023, Jovan Lukić rejoint le Spartak Subotica. Il signe un contrat de quatre ans, soit jusqu'en juin 2027.
Il joue son premier match pour le Spartak Subotica le 22 septembre 2023, contre le FK Voždovac Belgrade, en championnat. Il entre en jeu et son équipe s'impose par un but à zéro.

### En sélection
Jovan Lukić représente l'équipe de Serbie des moins de 19 ans à trois reprises en 2021.
Jovan Lukić joue son premier match avec l'équipe de Serbie espoirs contre la Pologne le 9 octobre 2020. Il entre en jeu à la place de Veljko Nikolić et son équipe s'impose par un but à zéro.